# Шахин, Эбру
Эбру Шахин (тур. Ebru Şahin, род. 18 мая 1994, Стамбул, Турция) — турецкая актриса и певица. Наиболее известна ролью Рейян в телесериале «Ветреный» (тур. Hercai).

## Биография
Родилась в Текирдаг.
В кино дебютировала в 2017 году, когда режиссёром Нихат Дураком была утверждена на роль Нилюфер в фильме «Отец». Затем она получила небольшие роли в сериалах «Воин» и «Невеста из Стамбула».
В 2018 году Шахин возвращается на большой экран в кинофильме «Кровавые деньги», режиссёр Али Аднан Озгюр, где она играет вместе с Эрканом Джаном и Мулту Гюнейем. В том же году она начала работать с американской компанией, выпускающей средства по уходу за волосами Pantene.
В начале 2019 года она отправилась в город Мидьят для съемок драматического сериала «Ветреный» (тур. Hercai), показ которого проходит на ATV с весны 2019 года.
Здесь она играет роль Рейян Шадоглу, одного из главных героев вместе с Мираном Асланбейем, которого играет Акын Акынозю. По сюжету сериала, Миран соблазняет девушку, чтобы отомстить за смерть своих родителей, но в итоге влюбляется в неё. Проект оказывается успешным как в Турции, так и за рубежом, и приносит широкую известность актрисе.
Журнал Forbes включил её в топ-10 самых известных турецких актрис. Она самая известная турецкая актриса в Латинской Америке, Северной Америке и Европе, а также в арабских странах.
В 2021 году Эбру Шахин снялась в турецком историческом сериале «Легенда», где её партнёрами стали Селим Байрактар, Элиф Доган, Эсра Кылыч, Дениз Барут, Эдип Тепели. По сюжету сериала, действие в котором происходит в VIII веке н. э., девушка из кишлака Горного племени по имени Аккыз под псевдонимом Лапа Двуглавого Волка пытается отомстить правителю Небесного ханства Алпагу за смерть своего отца Эврена при поддержке своих друзей Сырмы и Ямана. При этом она получает помощь от младшего сына самого Алпагу Батуги-тегина, чью мать Тылсым-бике вместе с её отцом Тойгаром убил Алпагу из-за клеветы со стороны своей первой жены Улу Эдже, заключившей при посредничества военачальника Варгы — бея (помощника брата Алпагу Баламира — ябгу) союз с Китайской империей.
С лета 2020 года встречается с известным баскетболистом Осман, Джеди. 7 июля 2022 года вышла за него замуж.

## Фильмография
| Год       | Название            | Роль           |
| --------- | ------------------- | -------------- |
| 2017      | Воин                | Дидем          |
| 2017—2018 | Невеста из Стамбула | Бурджу Селимер |
| 2018      | Запретный плод      | Хира           |
| 2019—2021 | Ветреный            | Рейян          |
| 2021—2022 | Легенда             | Аккыз          |
| 2023      | Столетнее чудо      | Харика         |

| Год  | Название            | Роль    |
| ---- | ------------------- | ------- |
| 2017 | Мой отец            | Нилюфер |
| 2018 | Кровавые деньги     | Дидем   |
| 2019 | Неосознанная любовь | Менекше |

## Награды
| Год  | Награда         | Категория                                 | Работа   | Итог      |
| ---- | --------------- | ----------------------------------------- | -------- | --------- |
| 2020 | Золотая бабочка | Лучшая сериальная пара (с Акыном Акынозю) | Ветреный | Номинация |
| 2020 | Золотая бабочка | Восходящая звезда                         | Ветреный | Победа    |
| 2020 | Золотая бабочка | Лучшая актриса                            | Ветреный | Победа    |